# Портрет дівчинки у блакитній сукні
«Портре́т ді́вчинки у блаки́тній су́кні» (нід. Portret van een meisje in het blauw) — картина голландського живописця Яна Верспронка. Створена у 1641 році. Зберігається у колекції Державного музею, Амстердам (інвент. номер SK-A-3064). 

## Опис
Представник гарлемської художньої школи Ян Верспронк зобразив на картині дівчинку із багатої родини, про що свідчить її сукня із коштовного матеріалу, оздоблена мереживами із золотих ниток, перлові прикраси, віяло із пташиного пір'я та досить доросла зачіска.
У погляді темних очей персонажа помітні хвилювання та цікавість, вираз обличчя свідчить про бажання слухняної дитини побороти страх перед невідомим світом дорослих, де існують парадні портрети, і художники, які їх створюють. Відчуття ніжності, якою окутаний образ зображеної дівчинки, художник досяг завдяки м'якого, теплого і розсіяного освітлення.
Картина містить дату і підпис художника.

## Історія
До 1923 року картина знаходилась в колекції великого герцога Ольденбурзького (Ольденбург); того ж року викуплена у нього М.П. Вуте (Амстердам). У 1928 році М.П. Вуте заповів її Товариству Рембрандта (Гаага). 
У листопаді 1929 року картина була передана Товариством Рембрандта до Державного музею в Амстердам.